# گرترود اور
گرترود اور (انگلیسی: Gertrude Orr؛ ‏ ۱۷ ژانویهٔ ۱۸۹۱ – اوت ۱۹۷۱) فیلم‌نامه‌نویس و مؤلف اهل ایالات متحده آمریکا بود.
از فیلم‌هایی که وی در آن‌ها نقش داشته‌است، می‌توان به روزنه امید و مردان کوچک اشاره نمود.